# Joaquín y los Bandidos
Joaquin y Los Bandidos es un grupo de música peruano, formado en la ciudad de Lima en diciembre del 2007. Su director y voz principal es Joaquín Arrunategui Burgos.

## Historia
Joaquín Arrunategui Burgos nació en 1981 en el departamento de Tumbes, hijo de padres españoles, donde a muy temprana edad mostraba su talento artístico. A inicios del año 2000 cuando estaba de moda la technocumbia saltó a la fama integrando los grupos más reconocidos del género como Tornado y Zona Franca. Años más tarde pasaría por algunas orquestas salseras como Conquistadores de la Salsa y Son Habana. En el regreso de la cumbia a nivel nacional cantó en orquestas como Kaliente de Iquitos y Papillon de Tarapoto. 
Fue en diciembre del 2007 cuando decide formar su propia orquesta, la cual además dirige, con el nombre de Joaquín y Los Bandidos; empezando a grabar el primer material discográfico titulado "Cachetea la Caderona" en enero del 2008. Esta producción cuenta con 14 éxitos en fusiones de merengue, reguetón, cumbia, salsa y lambada.
Gufiff
Firy
El 2013 lanza el videoclip musical "Cachetea La Caderona", una mega producción con más de 20 actores y músicos en escena y protagonizado por la conocida modelo y cantante venezolana Kalua Delly "La Maraquita", el cual se apodera rápidamente de los rankings musicales. Este videoclip fue producido por el también cantante Vitaly Novich. gjfhtñ

## Particularidades
Joaquín Arrunategui además de ser Compositor, músico, bailarín y cantante también incursionó en la actuación, grabando el 2013 la película estadounidense "The Knife of Don Juan" (La Navaja de Don Juan)" dirigida por Tom Sánchez, cinta que además cuenta su tema "Cachetea la Caderona". Esta película se estrenará a inicios del 2014. 
Durante el 2014, participó de la primera temporada del talent show peruano La Banda Perú, transmitido por Latina Televisión.
El 2017 es elegido para representar al Perú en el Festival Internacional de la Canción de Punta del Este 2017 (Uruguay), donde participa junto a 18 países de todo el mundo y logra coronarse como el ganador absoluto, llevándose el galardón a la "Mejor Canción" con el tema "Cúlpame", autoría del reconocido compositor peruano Carlos Rincón Ruiz, quien también triunfará en el Festival de Viña del Mar.

## Discografía
"Cachetea la Caderona" (2011)
1. Ahora te vas
2. Bandida
3. Bendita Luna
4. Directo al Corazón
5. El más grande del mundo
6. Enamorados
7. La Caderona
8. La Niña de mis Ojos
9. Locos de Amor
10. Mentiroso amor
11. No me pidas que vuelva contigo
12. Nunca me supiste Amar
13. Voy a pedirte de rodillas
14. Vuelve conmigo Amor